# Колупаново
Колупаново — деревня в Рамешковском районе Тверской области.

## География
Находится в восточной части Тверской области на расстоянии приблизительно 14 км на юг по прямой от районного центра поселка Рамешки.

## История
Упоминается с 1646—1647 годов как пустошь во владениях Московского Вознесенского девичьего монастыря. В 1709 году в деревне Колупаново 2 крестьянских двора, 5 мужчин, 4 двора пустые. В 1859 году в казенной русской деревне Колупаново насчитывалось 12 дворов, в 1887 — 30. В 2001 году в деревне 21 дом постоянных жителей и 16 домов — собственность наследников и дачников. В советское время работали колхозы «Красный победитель» и «Вперед». До 2021 входила в сельское поселение Застолбье Рамешковского района до их упразднения.

## Население
Численность населения: 139 человек (1859 год), 233 (1887), 48 (1989), 59 (русские 100 %) в 2002 году, 47 в 2010.